# 7. inženirska brigada (ZDA)
7. inženirska brigada (izvirno angleško 7th Engineer Brigade) je bila inženirska brigada Kopenske vojske Združenih držav Amerike.

## Odlikovanja
- Meritorious Unit Commendation
- Predsedniška omemba enote